# チョロ松
チョロ松（チョロまつ）は、猿まわしを演じるニホンザルの名前。周防猿まわしの会に所属。当代は5代目。

## 初代
初代チョロ松（1977年-2007年1月14日）。「反省ザル」として有名だった初代次郎とは全く関係無い。
猿まわしを復興させた「周防猿まわしの会」初代会長の村﨑義正の息子（村﨑太郎の弟）である村﨑五郎とコンビを組んでいた。
1987年にソニー・ウォークマンのテレビCMに出演し、「音楽を聴きながら瞑想するサル」として話題になった。本当は瞑想しているのではなく、長時間のCM撮影に疲れて眠くなりかけていた状態だったと言われている。ちなみに、ロケーションに使われたのは神奈川県の芦ノ湖である。このCMは同年の「全日本コマーシャル大賞」最優秀スポット賞を受賞。のち、2000年には「20世紀の殿堂入りCM」に選ばれている。
また、「写真集 チョロ松くん」（高島史於撮影、ダイナミックセラーズ刊行）も発売された。
1990年に猿まわしから引退。晩年は、熊本県南阿蘇村の阿蘇猿まわし劇場で過ごしていた。2007年1月14日に老衰で死去。29歳8か月の生涯で、「人間なら100歳の大往生だった」（周防猿まわしの会）という。